# 3256 Daguerre
A 3256 Daguerre (ideiglenes jelöléssel 1981 SJ1) a Naprendszer kisbolygóövében található aszteroida. Brian A. Skiff,  Norman G. Thomas fedezte fel 1980. szeptember 26-án.